# Oever

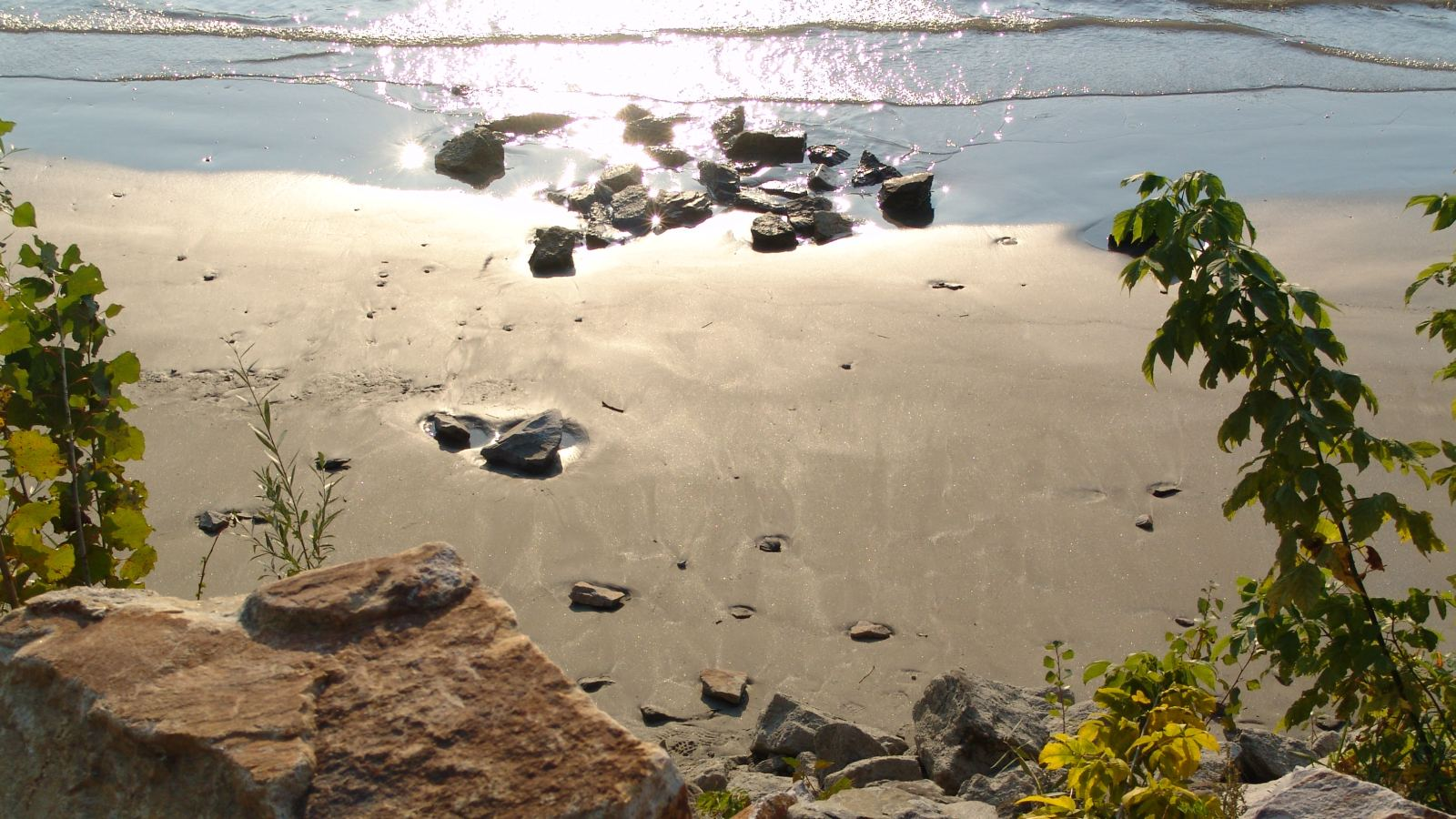
Rivieroever van de Donau

De oever is de rand van een kanaal, rivier of meer. Bij een zee spreekt men meestal van de kust.
Oevers kunnen natuurlijk of kunstmatig zijn. Kunstmatige oevers treft men aan bij gegraven wateren, zoals kanalen.

## Kunstmatige, natuurlijke en natuurvriendelijke oeverinrichting
Er bestaan verschillende ideeën en opvattingen over wat een natuurvriendelijke oever precies inhoudt.
In de praktijk wordt vaak onderscheid gemaakt in drie soorten oevers: natuurlijke, kunstmatige en natuurvriendelijke oevers.
- Een natuurlijke oever ontstaat zonder invloed van de mens in een natuurlijke watergang. Dit komt in Nederland bijna niet meer voor.
- De kunstmatige oever is een volledig door de mens gedomineerde oever, waarbij voor amfibisch leven geen ruimte is. Kunstmatige oevers hebben vaak bescherming tegen afkalvingen en inglijdingen nodig. Zij worden daartegen beschermd met behulp van beschoeiingen.
- Een natuurvriendelijke oever hier tussenin. Het is een oever die is aangelegd om de ontwikkeling van natuur, landschap en ecologie te stimuleren. Dit kan bijvoorbeeld door het aanleggen van plasbermen.

Bij grote rivieren wordt de afkalving tegengegaan door het gebruik van strekdammen en van recht op de oever staande kribben. Hierdoor is er bij deze rivieren, hoewel ze op een natuurlijke manier zijn ontstaan, geen sprake meer van natuurlijke oevers. Ook de aanplant van riet helpt oevers te beschermen en biedt ruimte aan onder meer vogels en insecten.
In veel natuurgebieden worden de kunstwerken weer weggehaald, zodat de wateren weer kunnen gaan meanderen.

## Linkeroever en rechteroever
De oever van een rivier kan worden aangeduid met linker- of rechteroever. Met de linkeroever bedoelt men in het Nederlands de oever aan de linkerkant als men stroomafwaarts kijkt. Een rivier die van zuid naar noord stroomt, heeft als linkeroever de westelijke oever.